# DNA Productions
DNA Productions — анимационная студия созданная Джоном А. Дэвисом в 1987 году и расположенная в Далласе, штат Техас, США, которая занималась производством анимационных проектов с компьютерной и рисованной мультипликацией, а также обеспечивала режиссуру, написание сценариев и производство проектов для своих клиентов. Наиболее известными проектами студии являются фильм «Джимми Нейтрон, вундеркинд» и мультсериал «Приключения Джимми Нейтрона, мальчика-гения».

## История
«DNA Productions» была основана в 1987 году Джоном Дэвисом и Китом Алкорном после закрытия местной анимационной компании «K&H Productions», в которой работали. До 1997 года компания имела всего 6 сотрудников и, как правило, занималась производством рекламных роликов; также работала и на другие компании. Первым мультсериалом, выпущенный компанией был «Nanna & Lil' Puss Puss».
В 1998 году компания подала идею Джимми Нейтрона в Nickelodeon в виде пилотного эпизода под названием «Runaway Rocketboy!», который привёл к разработке и производству полнометражного фильма «Джимми Нейтрон, вундеркинд», который был номинирован на премию «Оскар», и мультсериала «Приключения Джимми Нейтрона, мальчика-гения», который транслировался с 2002 по 2006 год. Также в 1999 году компания объединилась с «The Curiosity Company» и «Fox Television Studios» для создания праздничного проекта «Олайв», который был номинирован на премию «Эмми», а также совместно со Стивом Одекерком был создан фильм «Санта против Снеговика в 3D».
Первоначально талисманом компании был фиолетовый кот Хеликс с двумя хвостами, создававшие форму ДНК. Однако, после того, как производство фильма «Джимми Нейтрон, вундеркинд» было закончено, Джон Дэвис собирался поехать в Японию для проведения отпуска. Незадолго до своего отъезда, он решил поменять талисмана компании, которым в итоге стала трёхглазая обезьяна Пол, названная в честь одного из работников (также одного из первых) студии — Пола Клаерхаута.
В 2006 году студия выпустила фильм «Гроза муравьёв», снятый по мотивам одноимённой детской книги, но низкие кассовые сборы привели к закрытию студии. После этого многие из работников перешли в студию «Reel FX Creative Studios», а другая часть — в «O Entertainment», компанию Стива Одекерка, в которой был создан своеобразный анимационный коллектив «Omation Animation Studios».

## Фильмография

### Телевидение
| Годы      | Название                                    | Примечания                                                                                            |
| --------- | ------------------------------------------- | --- |
| 1991-2001 | Nanna & Lil' Puss Puss                      | |
| 1994-1995 | A.J.'s Time Travelers                       | Совместно производился с «Gold Coast Company Entertainment»                                           |
| 1996      | Saturday Night Special                      | |
| 1997      | The O Show                                  | Совместно производился с «O Entertainment»                                                            |
| 1997      | The Weird Al Show                           | |
| 1997-1998 | Cartoon Sushi                               | Совместно производился с MTV                                                                          |
| 1998      | Runaway Rocketboy!                          | Пилотный выпуск Джимми Нейтрона; Совместно производился с «O Entertainment»                           |
| 1999      | Олайв                                       | Совместно производился с «The Curiosity Company» и «Fox Television Studios»                           |
| 2002-2006 | Приключения Джимми Нейтрона, мальчика-гения | Совместно производился с «O Entertainment» и «Nickelodeon Animation Studio»                           |
| 2004-2006 | Джимми и Тимми: Мощь времени                | Совместно производился с «O Entertainment», «Frederator Studios» и «Nickelodeon Animation Studio»     |
| 2004      | Победи, проиграй и прощай                   | ТВ-Фильм Джимми Нейтрона; Совместно производился с «O Entertainment» и «Nickelodeon Animation Studio» |

### Фильмы
| Название                    | Дата выхода     | Бюджет      | Кассовые сборы |
| --------------------------- | --------------- | ----------- | -------------- |
| Джимми Нейтрон, вундеркинд  | 21 декабря 2001 | $30,000,000 | $102,992,536   |
| Санта против Снеговика в 3D | 1 ноября 2002   | Неизвестно  | $10,103,787    |
| Гроза муравьёв              | 28 июля 2006    | $50,000,000 | $55,000,000    |

#### Прочие фильмы
| Годы       | Название         | Примечания                                 |
| ---------- | ---------------- | ------------------------------------------ |
| 1990       | Macon County War | Музыка                                     |
| 1995       | The Dark Dealer  | Спецэффекты                                |
| 1995; 1997 | Джонни Квазар    | Короткометражные прототипы Джимми Нейтрона |